# Milano-Torino 1973
La Milano-Torino 1973, cinquantanovesima edizione della corsa, si tenne il 7 marzo 1973. Fu vinta dall'italiano Marcello Bergamo.

## Ordine d'arrivo (Top 10)
| Pos. | Corridore          | Squadra | Tempo |
| ---- | ------------------ | ------- | ----- |
| 1    | Marcello Bergamo   |         |       |
| 2    | Franco Bitossi     |         |       |
| 3    | Roger de Vlaeminck |         |       |
| 4    | Eddy Merckx        |         |       |
| 5    | Miguel María Lasa  |         |       |
| 6    | Davide Boifava     |         |       |
| 7    | Ole Ritter         |         |       |
| 8    | Santiago Lazcano   |         |       |
| 9    | Francesco Moser    |         |       |
| 10   | Italo Zilioli      |         |       |